# Фолклендский зуёк
Фолклендский зуёк (лат. Anarhynchus falklandicus) — вид птиц из семейства ржанковых. Размножается в Аргентине, Чили и на Фолклендских островах. Часть популяции зимой улетает на север, достигая Уругвая и южной части Бразилии. Фолклендская популяция обитает на островах в течение всего года.

## Описание
Длина тела 17—19 см, масса 62—72 г. В сезон размножения у взрослых самцов лоб, нижняя часть лица, грудь и брюхо белого цвета. В передней части головы проходит чёрная полоса. Макушка и задняя часть тела каштанового цвета. Верхняя часть тела коричневая. По груди проходят две чёрные полосы. Клюв и ноги чёрные. У взрослых самок макушка более тусклая, чёрные части тела у самцов, у самок коричневатые. Верхняя полоса на груди по всей длине покрыта белыми крапинками. Вне сезона размножения у взрослых особей чёрная окраска оперения заменяется серой, а коричневая — серовато-коричневой. Молодые особи напоминают взрослых вне сезона размножения, но с коричневыми полосами на груди, более тёмным лицом и охристой бахромой на перьях верхней части тела.

## Биология
Основу рациона составляют мелкие беспозвоночные.
Естественной средой обитания вида являются пресноводные озера, солоноватые марши, каменистые и песчаные берега.

## Миграции
Небольшая часть чилийской и аргентинской популяций фолклендского зуйка обитает здесь круглый год. На крайнем юго-востоке Бразилии и на Фолклендских островах популяции также ведут осёдлый образ жизни. Большинство особей из Чили и Аргентины, а также вся популяция Огненной Земли мигрируют на север Чили, в южный и восточный Уругвай и юго-восточную Бразилию. Вне сезона размножения этот вид встречается в разрозненных стаях численностью примерно до 200 птиц.

## Охранный статус
МСОП присвоил ему статус LC.